# Las Breñas
Las Breñas è una città dell'Argentina, situata nella provincia del Chaco.